# Micropterix turkmeniella
Micropterix turkmeniella là một loài bướm đêm thuộc họ Micropterigidae. Nó được Kuznetsov mô tả năm 1960. Nó được tìm thấy ở Turkmenistan.